# 남윤서
남윤서(2012년 7월 21일 ~ )는 대한민국의 배우이다.

## 출연

### 방송

#### 드라마
- 2018년 KBS 2TV 《같이 살래요》
- 2018년 SBS 《강남 스캔들》 - 최서경 역 (문서연 아역)
- 2019년 MBC 《봄이 오나 봄》
- 2019년 SBS 《열혈사제》 - 아이 역
- 2019년 TvN 《막돼먹은 영애씨 17》 - 가은 역
- 2019년 MBC 《황금정원》 - 어린 오미주 역 (정시아 아역)
- 2019년 SBS 《VIP》
- 2019년 TvN 《드라마 스테이지 - 귀피를 흘리는 여자》 - 어린 수희 역 (강한나 아역)
- 2020년 SBS 《아무도 모른다》 - 배선아 역 (박민정 아역)
- 2020년 SBS 《더 킹 : 영원의 군주》
- 2020년 KBS 2TV 《오! 삼광빌라!》 - 어린 이해든 역 ( 우주소녀 보나 아역)
- 2024년 ENA 《취하는 로맨스》-채용주 역(김세정)의 어릴적 회상씬에서

### 영화
- 2020년 《해치지않아》 - 유치원생 3 역

### 광고
- 2017년 청호나이스
- 2017년 현대캐피탈
- 2017년 교원그룹 웰스팜